# Les Granges-le-Roi
 Les Granges-le-Roi  es una población y comuna francesa, ubicada en la región de Isla de Francia, departamento de Essonne, en el distrito de Étampes y cantón de Dourdan.

## Demografía
| 366 | 374 | 575 | 762 | 846 | 873 |
| Para los censos de 1962 a 1999 la población legal corresponde a la población sin duplicidades (Fuente: INSEE [Consultar]) |     |     |     |     |     |